# Legio I (Cesare)
La Legio I era un'unità militare romana di epoca tardo repubblicana, che sembra sia stata formata da Gaio Giulio Cesare nell'anno di consolato del 48 a.C., come facente parte delle quattro Legioni consolari (le Legioni I, II, III e IV). Arruolata per combattere contro Gneo Pompeo Magno, prese parte alla successiva battaglia di Farsalo.

## Storia
Dopo l'assassinio di Cesare nel 44 a.C., se rimase in un primo momento con Emilio Lepido, l'anno successivo giurò fedeltà ad Ottaviano e con lo stesso rimase fino alla battaglia di Azio del 31 a.C., in seguito alla quale sembra sia confluita nella I Augusta. Combatté, quindi in Sicilia negli anni 38-36 a.C., con base Puteoli, contro Sesto Pompeo, figlio dello scomparso Gneo Pompeo Magno.